# Bahnbetriebswerk Hanau

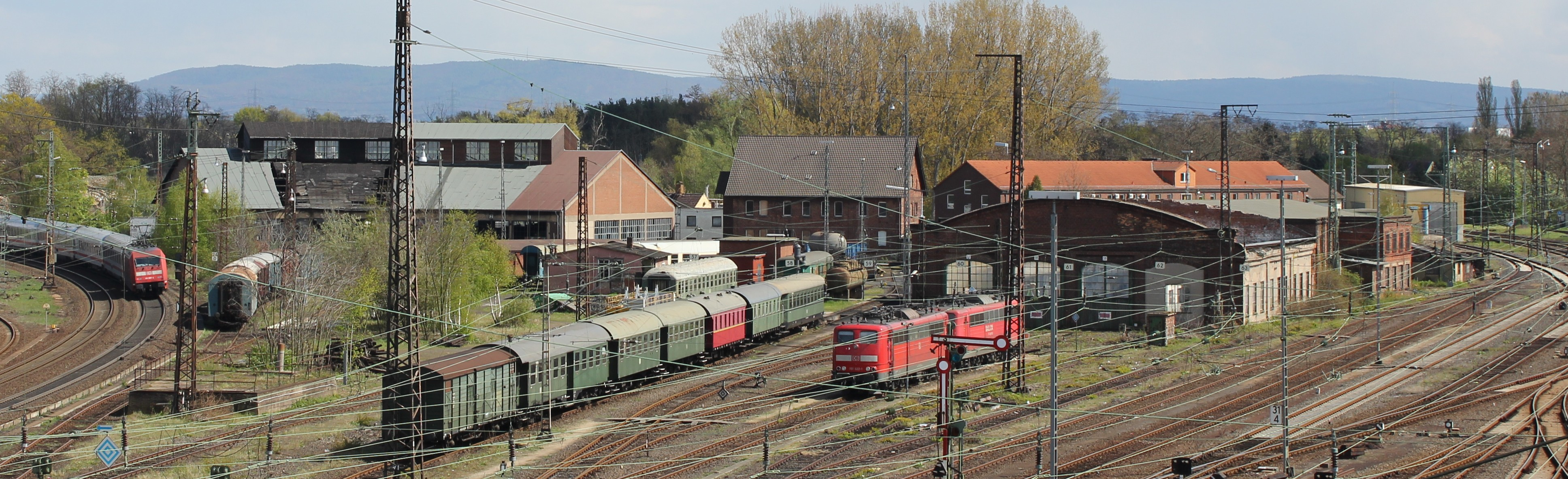
Das Bahnbetriebswerk Hanau 2012

Das Bahnbetriebswerk Hanau war ein Bahnbetriebswerk in der hessischen Stadt Hanau, das heute den Verein der Museumseisenbahn Hanau beherbergt.

## Geschichte

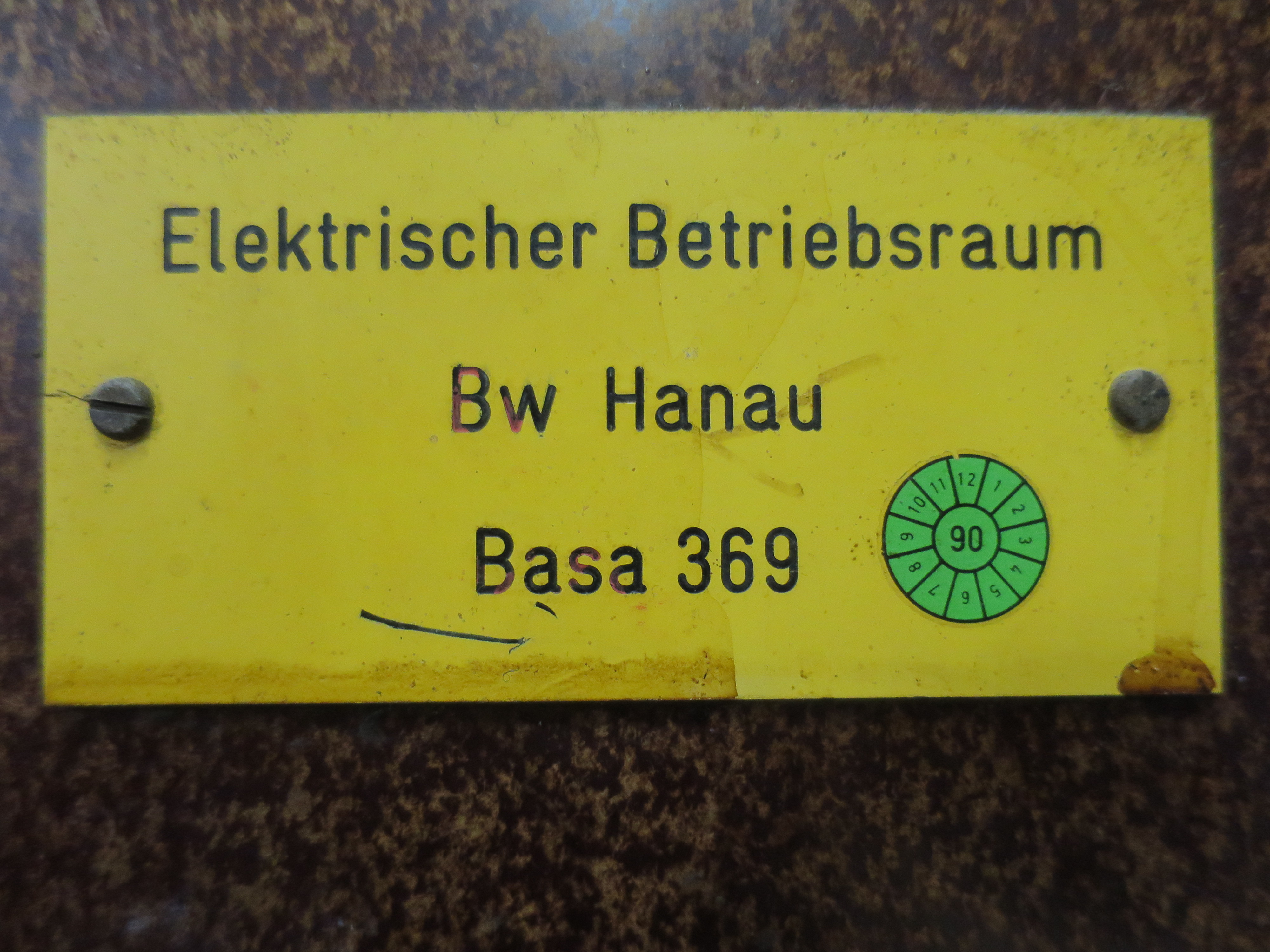
Beschriftung eines elektrischen Schaltschranks im Bahnhof Bad Nauheim mit Basa-Telefonnummer des Bw Hanau

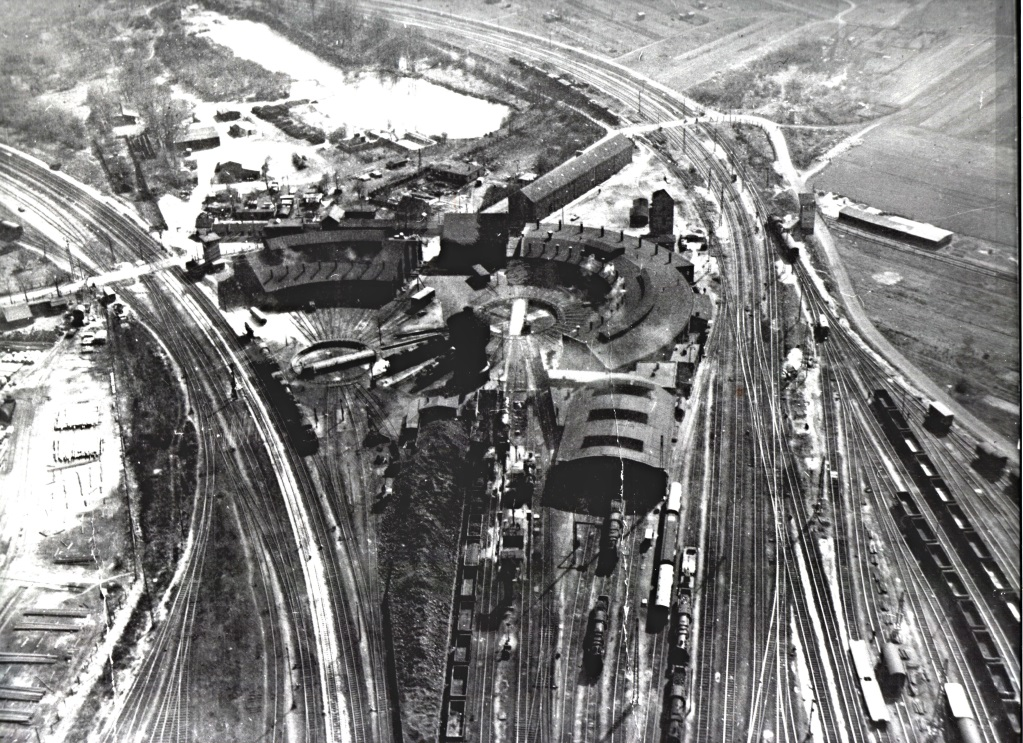
Luftaufnahme des Bw Hanau um 1940

1876 wurde am Bahnhof Hanau West, an der so genannten „Wiener Spitze“, mit dem Bau des ersten Hanauer Bahnbetriebswerkes begonnen. Die Kapazitäten reichten für die Abwicklung des Schienenverkehrs am Eisenbahnknoten Hanau jedoch nicht lange aus. So wurde 1904 südöstlich des damaligen Ostbahnhofs (heute Hauptbahnhof) mit dem Bau des neuen Bahnbetriebswerks begonnen. Am 1. April 1906 wurde das Maschinenamt Hanau gegründet und 1907 die Bauarbeiten abgeschlossen. Das neue Bahnbetriebswerk verfügte über zwei Lokomotivschuppen (Rundschuppen), zwei Drehscheiben, eine große Lokomotivwerkstatt und ein Verwaltungsgebäude. Es diente vornehmlich dem Schienengüterverkehr, während die alten Anlagen unter der Bezeichnung „Altes Haus“ zunächst für die Lokomotiven des Personen- und Rangierdienstes genutzt wurden und dem neuen Bw angegliedert waren. Später wurde dieses Areal als Ortsgüterbahnhof von Hanau genutzt und etwa 1920 stillgelegt.
Im Zweiten Weltkrieg war auch das Bahnbetriebswerk als Teil der Hanauer Bahnanlagen Ziel alliierter Luftangriffe, so am 5. November 1944, am 10. November 1944 (2250 Mehrzweckbomben – mehr als 100 Tonnen – wurden abgeworfen, neun Lokomotiven, 15 Güterwagen und ein Lokomotivschuppen zerstört), am 11. Dezember 1944, am 12. Dezember 1944, ein Ablenkungsangriff am 7. Januar 1945, der keine Schäden verursachte, und ein Angriff am 17. Februar 1945. Das Bahnbetriebswerk war auch eines der Ziele bei dem Luftangriff auf Hanau am 19. März 1945, wobei hier einer der Rundlokschuppen zerstört wurde. Der Luftangriff vom 19. März 1945 zerstörte auch die Anlagen des alten Bahnbetriebswerks an der Wiener Spitze. Sie wurden nicht wieder aufgebaut. Die Bahnanlagen am neuen Bahnbetriebswerk Ost gerieten mit der Errichtung eines amerikanischen Brückenkopfs in Großauheim am 25. März letztmals unter Beschuss.
Am 7. April 1945 übernahm eine amerikanische Eisenbahn-Betriebskompanie die Leitung des Werkes und zog sich am 15. Oktober desselben Jahres aus dem operativen Geschäft zurück.
Im November 1982 wurde die Lokomotivbeheimatung aufgegeben und das Werk am 1. Oktober 1990 an das Bahnbetriebswerk II Frankfurt angegliedert.
Das inzwischen stillgelegte Bahnbetriebswerk ist heute Teil der Route der Industriekultur Rhein-Main.

## Museumseisenbahn und Stiftung
Die Museumseisenbahn Hanau wurde im Mai 1988 als eingetragener Verein „Dampfbahnfreunde Kahlgrund e. V.“ gegründet und im Mai 2001 in „Museumseisenbahn Hanau e. V.“ umbenannt. Zum Erhalt der Anlagen des Bahnbetriebswerk wurde im April 2010 die Stiftung Bahnbetriebswerk Hanau ins Leben gerufen, der 2010 auch die Stadt Hanau beigetreten ist.
Der Verein veranstaltet regelmäßig Lokschuppen-Feste, bei denen die Lokomotiven und andere Fahrzeuge in passender historischer Umgebung präsentiert werden. Hinzu kommen zahlreiche Sonderfahrten auf Strecken im Rhein-Main-Gebiet. Diese Fahrten werden überwiegend mit der seit 2005 im Besitz des Vereins befindlichen Dampflok 50 3552 absolviert.
Die beiden Drehscheiben sind erhalten, ebenso ein Ringlokschuppen ganz und der andere teilweise.

## Bilder

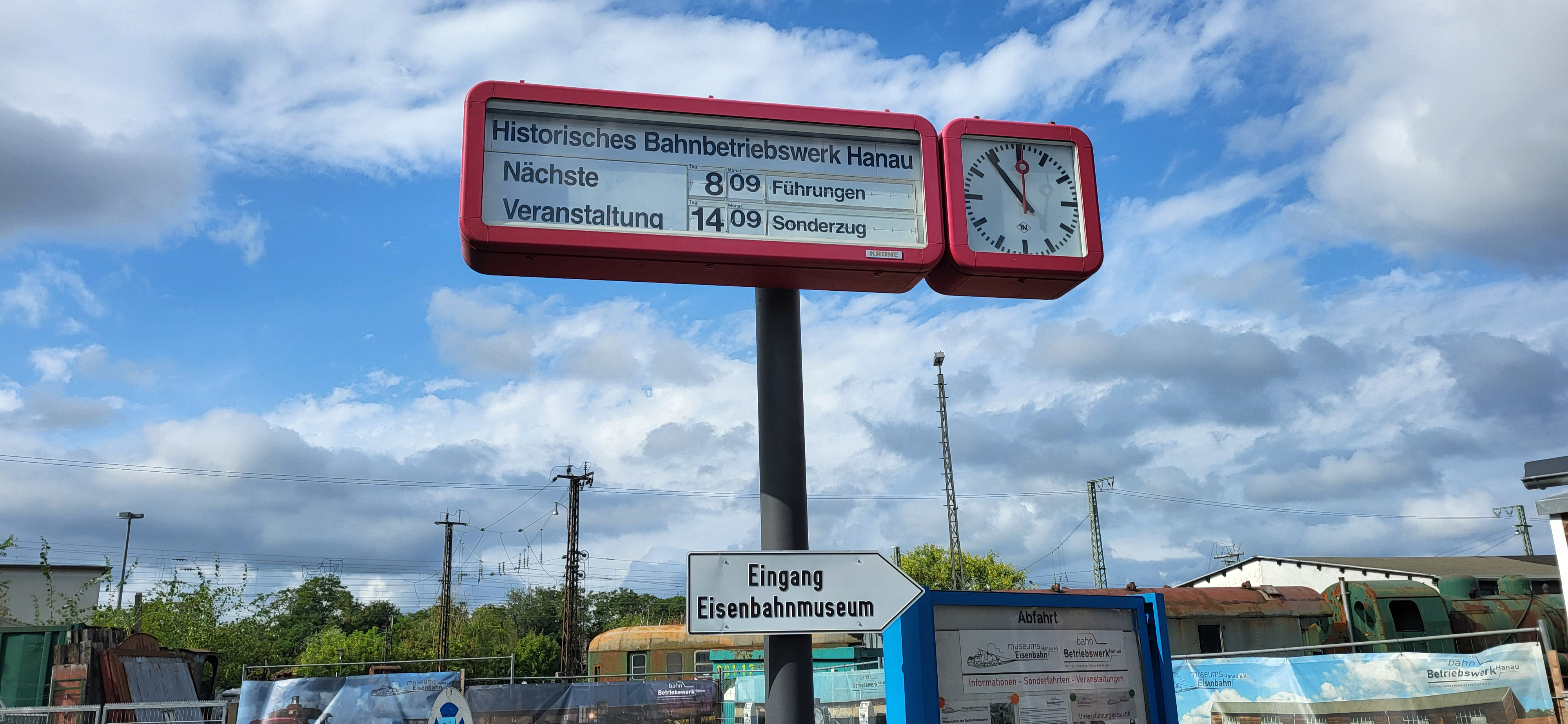
Bahnbetriebswerk Hanau: Eingang mit Zugzielanzeiger
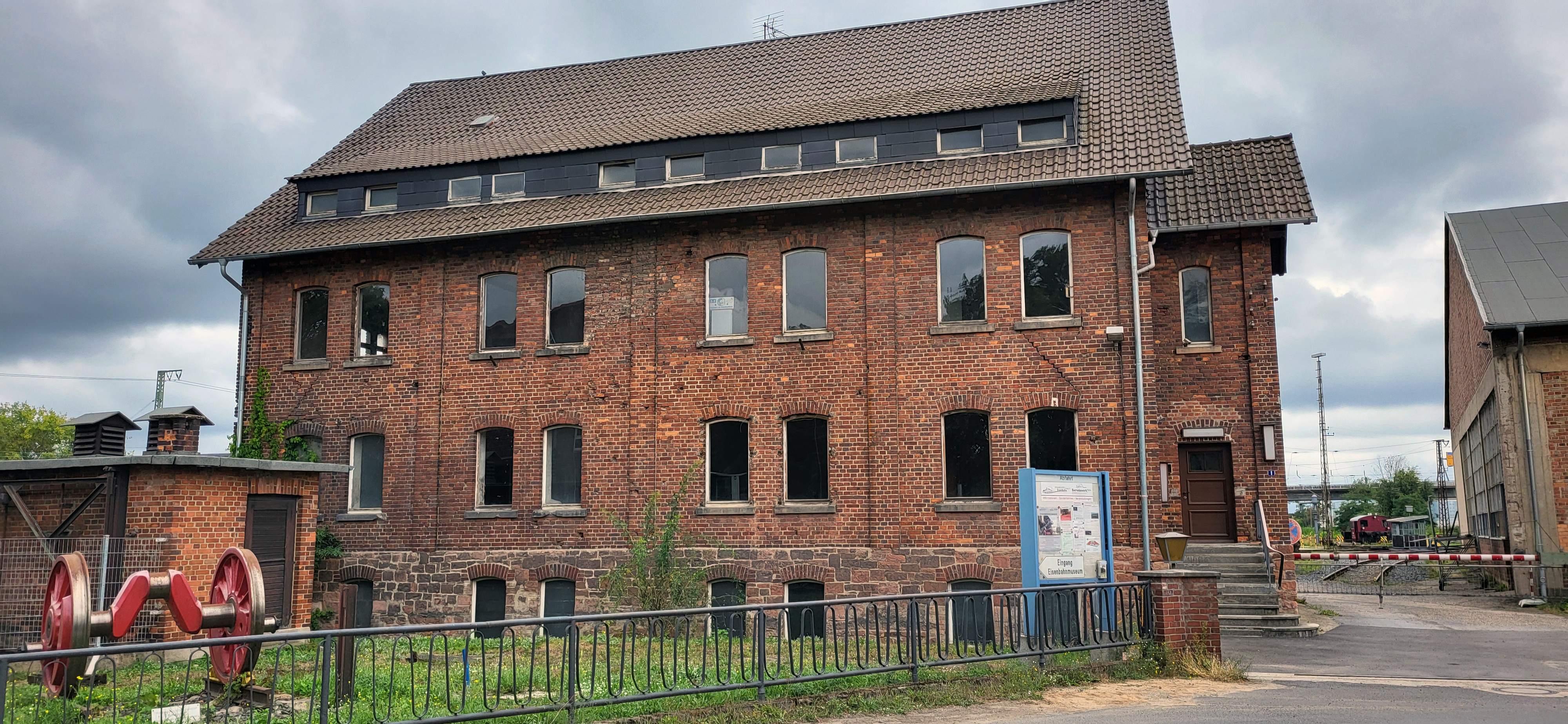
Bahnbetriebswerk Hanau: Ehemaliges Verwaltungsgebäude
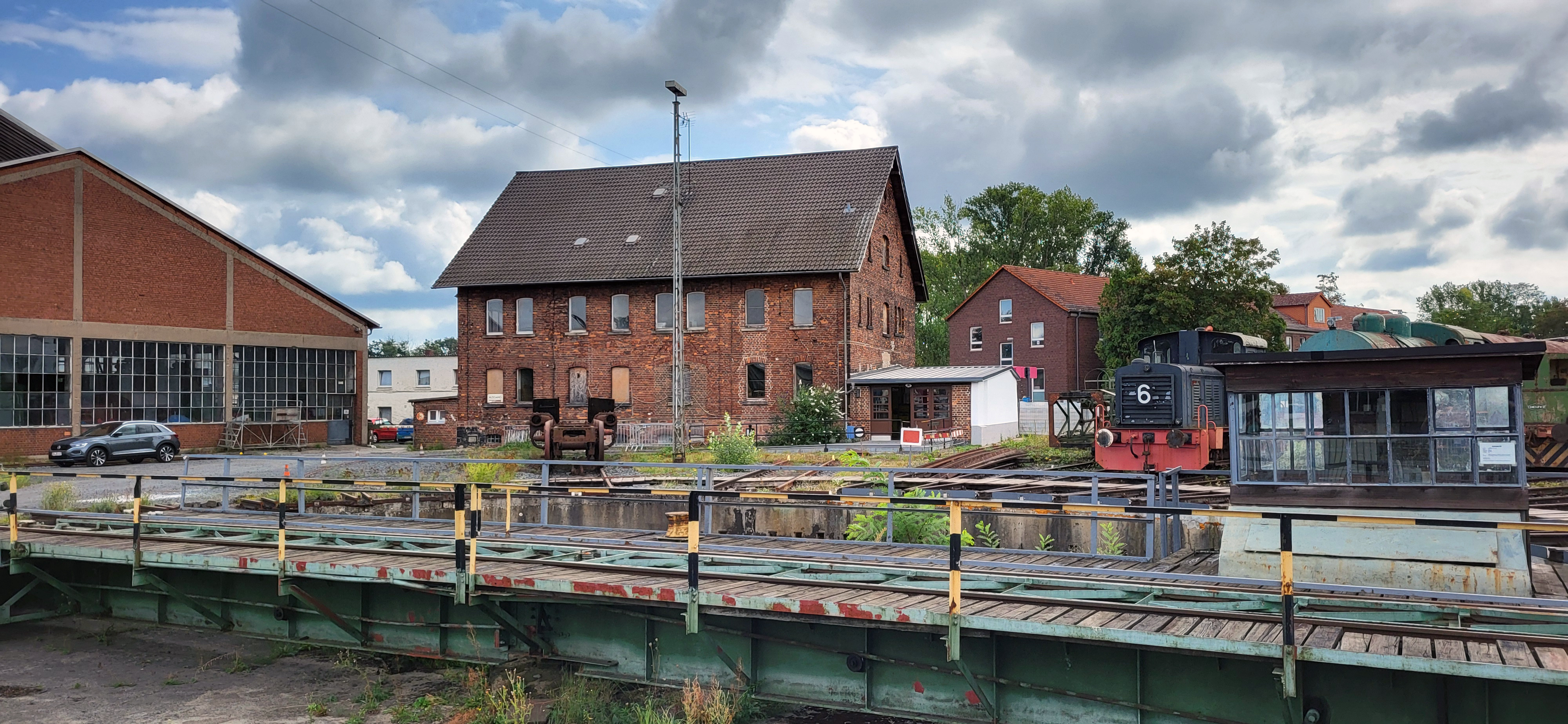
Bahnbetriebswerk Hanau: Betriebsgelände
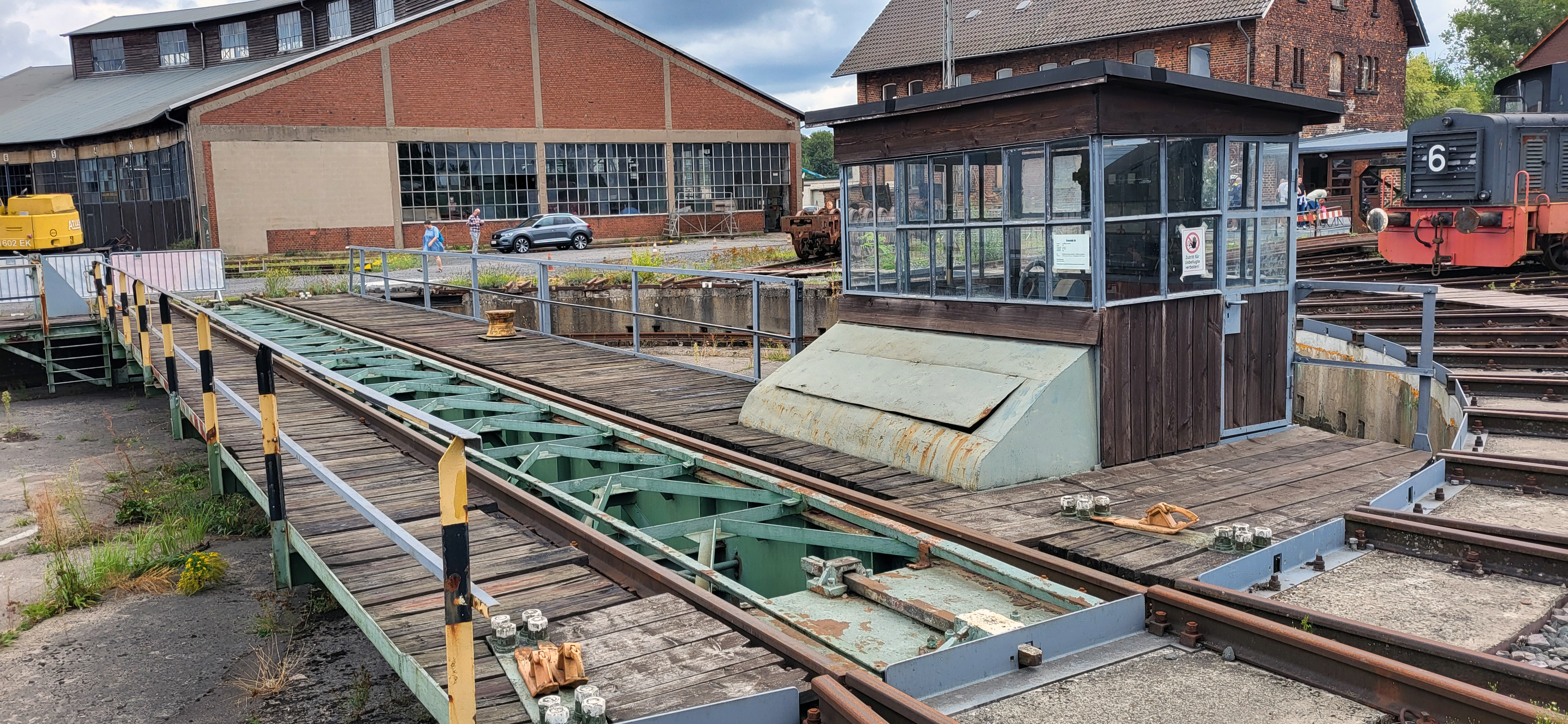
Bahnbetriebswerk Hanau: Südliche Drehscheibe
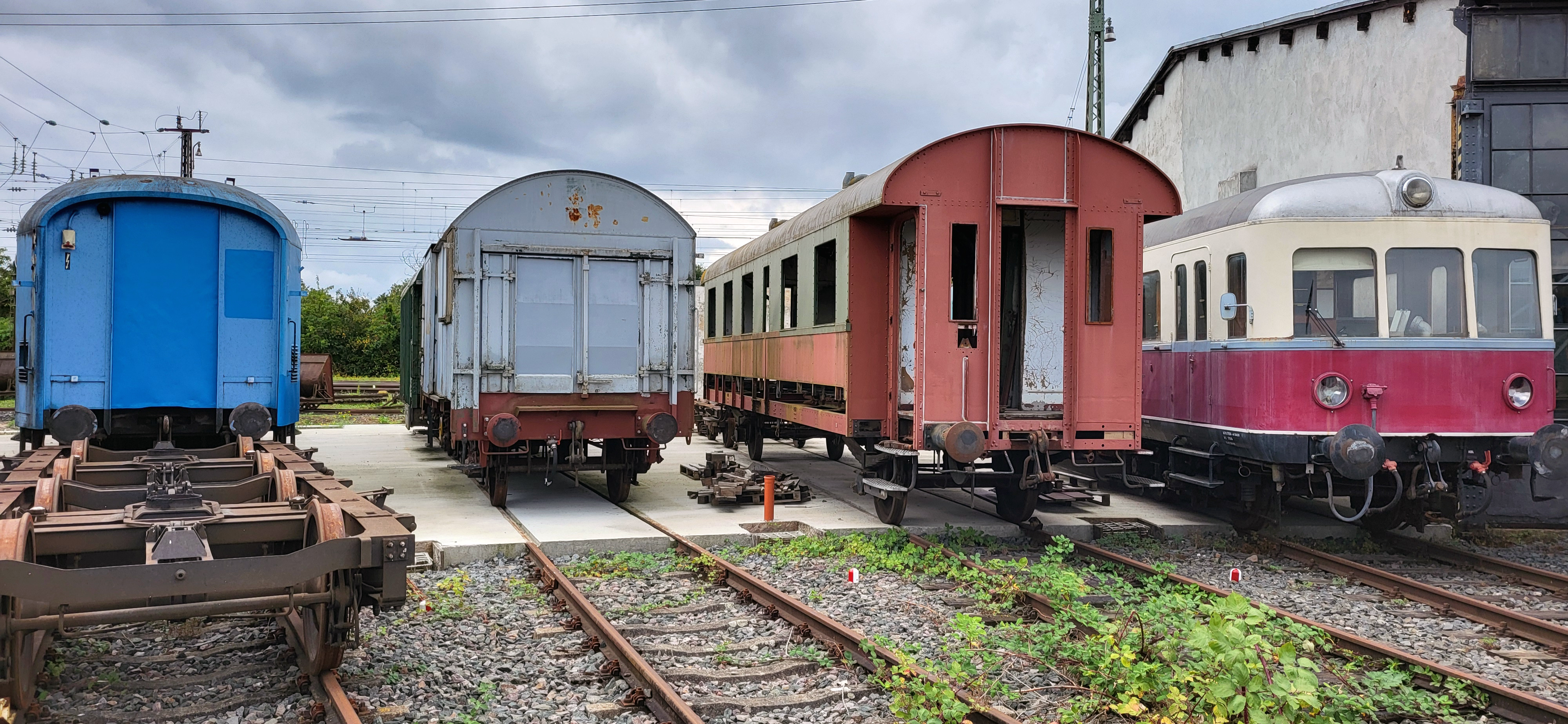
Bahnbetriebswerk Hanau: Abgestellte Eisenbahnwagen
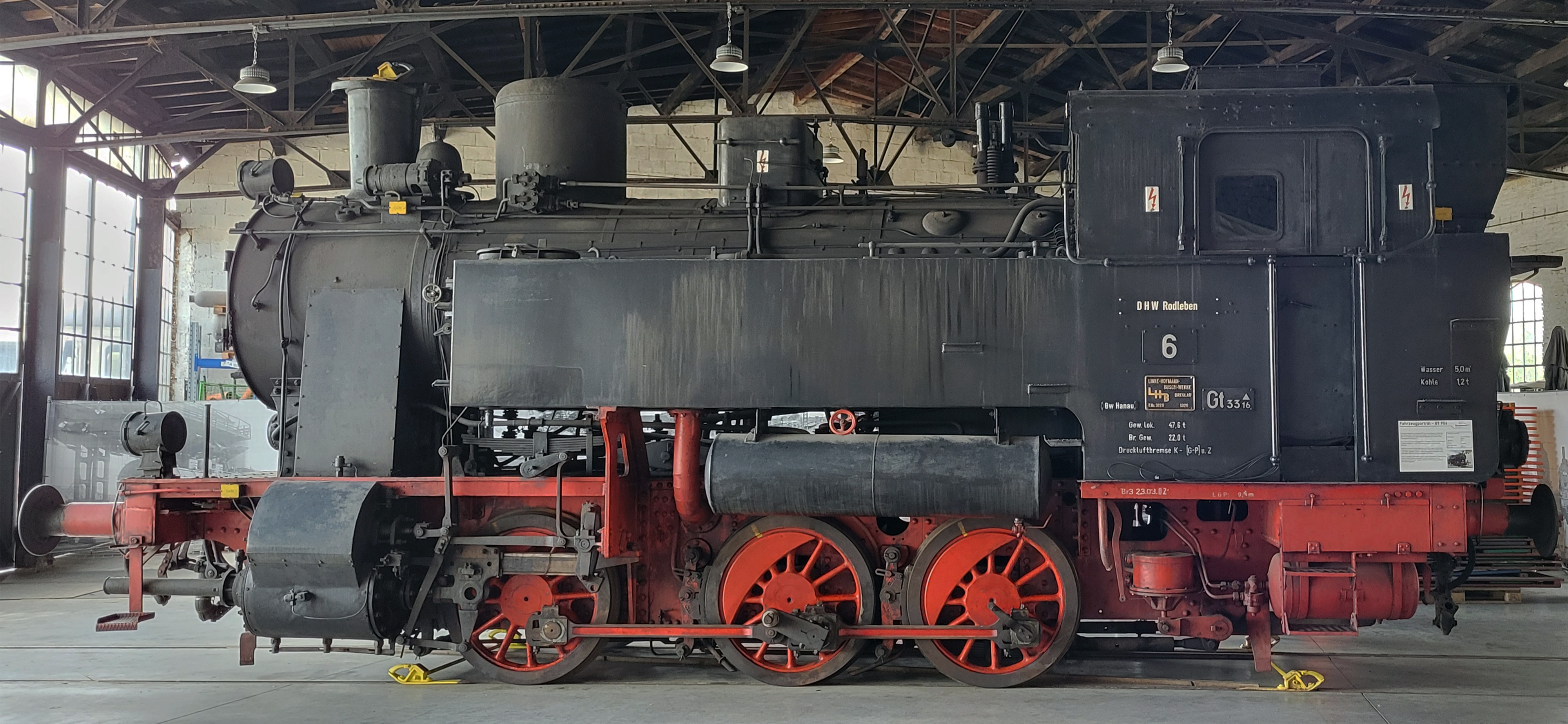
Bahnbetriebswerk Hanau: Dampflokomotive im südlichen Lokschuppen
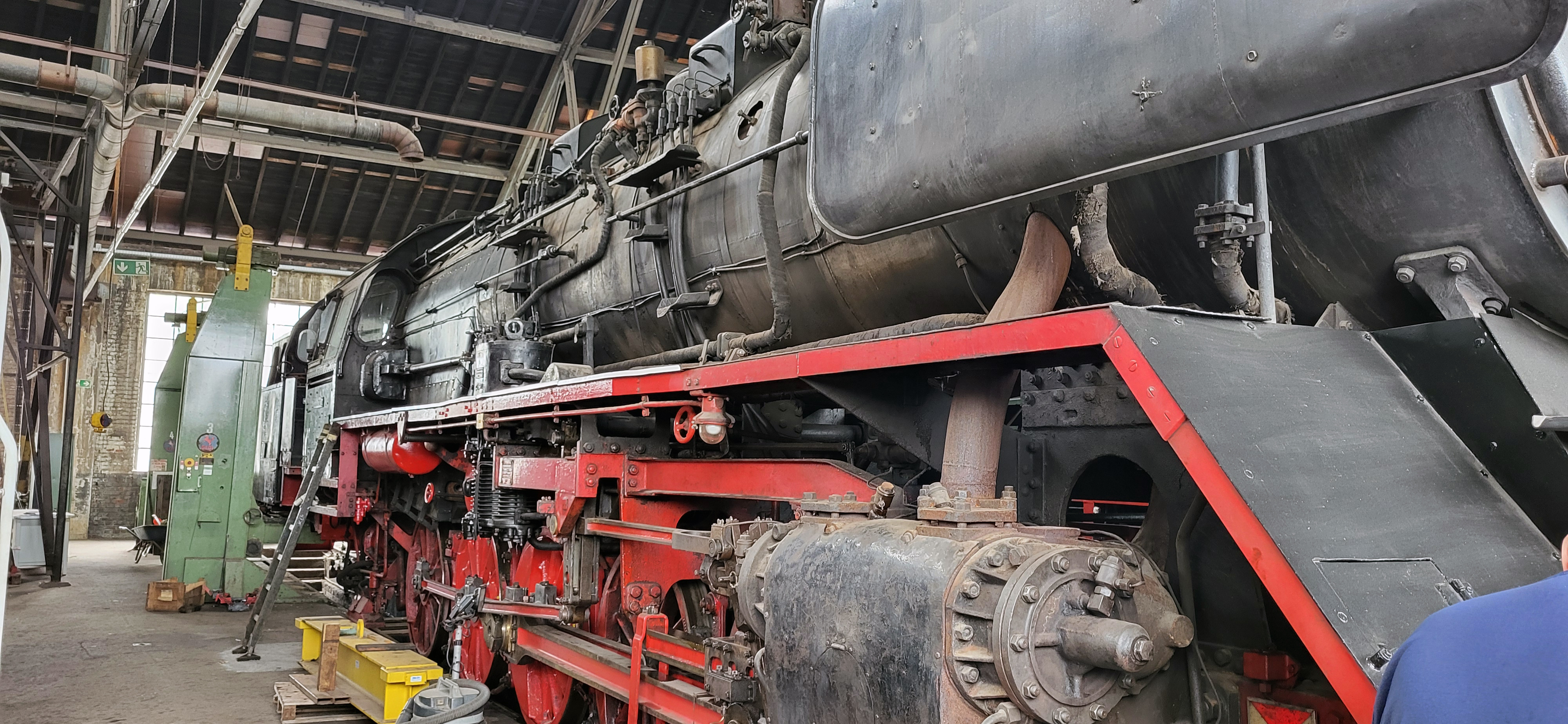
Bahnbetriebswerk Hanau: Dampflokomotive im nördlichen Lokschuppen
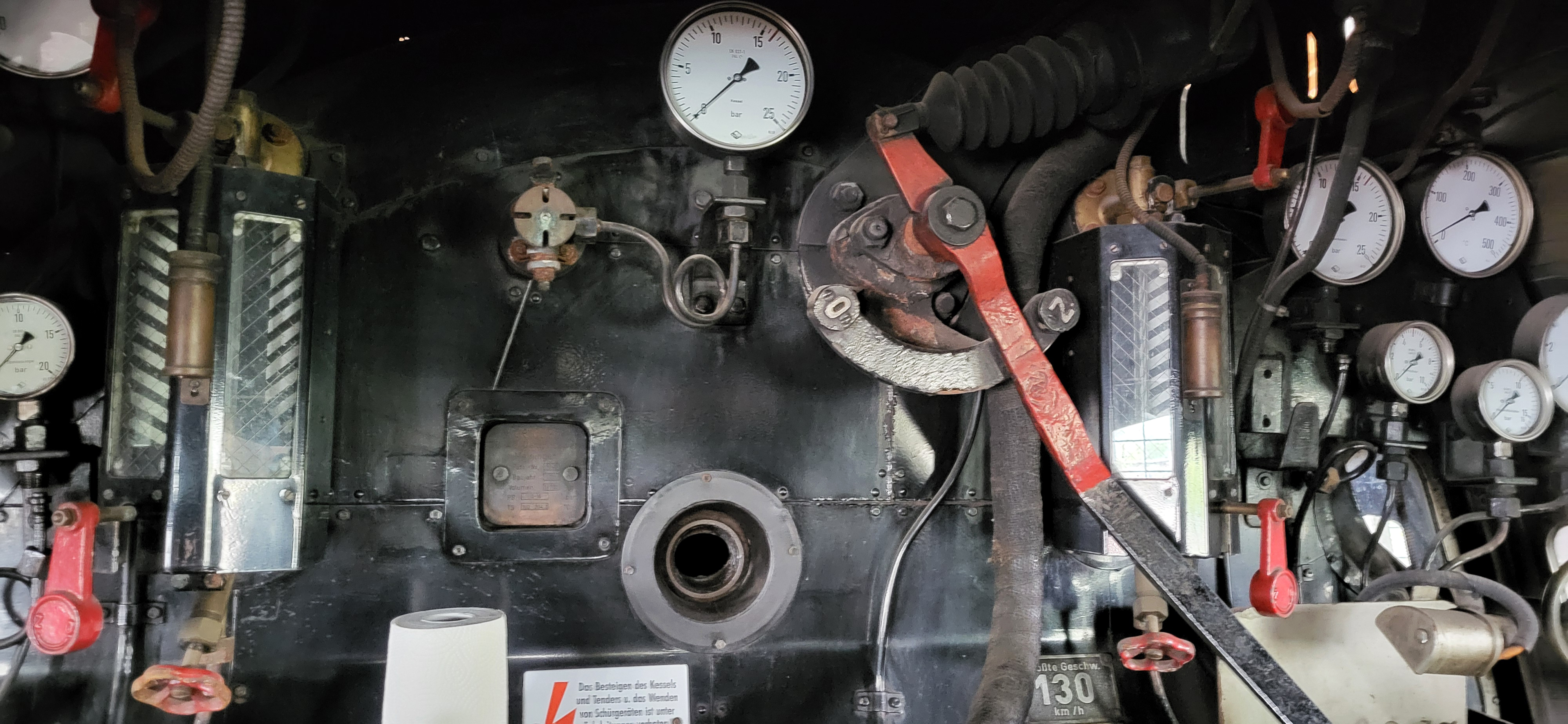
Bahnbetriebswerk Hanau: Armaturen einer Dampflokomotive